# Майдакольський сільський округ
Майдако́льський сільський округ (каз. Майдакөл ауылдық округі, рос. Майдакольский сельский округ) — адміністративна одиниця у складі Казалінського району Кизилординської області Казахстану. Адміністративний центр та єдиний населений пункт — село Бекаристан-бі.
Населення — 2617 осіб (2021; 2642 у 2009, 2911 у 1999, 2630 у 1989).
Станом на 1989 рік існувала Майдакольська сільська рада (село Карла Маркса).